# Republiken Texas
Republiken Texas var en stat i Nordamerika, belägen mellan USA och Mexiko, som existerade mellan 1836 och 1845. Republiken bildades sedan den förklarat sig självständig från Mexiko. Republiken gjorde anspråk på hela nuvarande Texas och delar av New Mexico, Oklahoma, Kansas, Colorado och Wyoming. Gränsen mot USA bestämdes i Adams-Onísfördraget som USA och Spanien ingick 1819 och ratificerade 1821 (se även USA:s territoriella expansion).

## Historia

### Frihetskriget

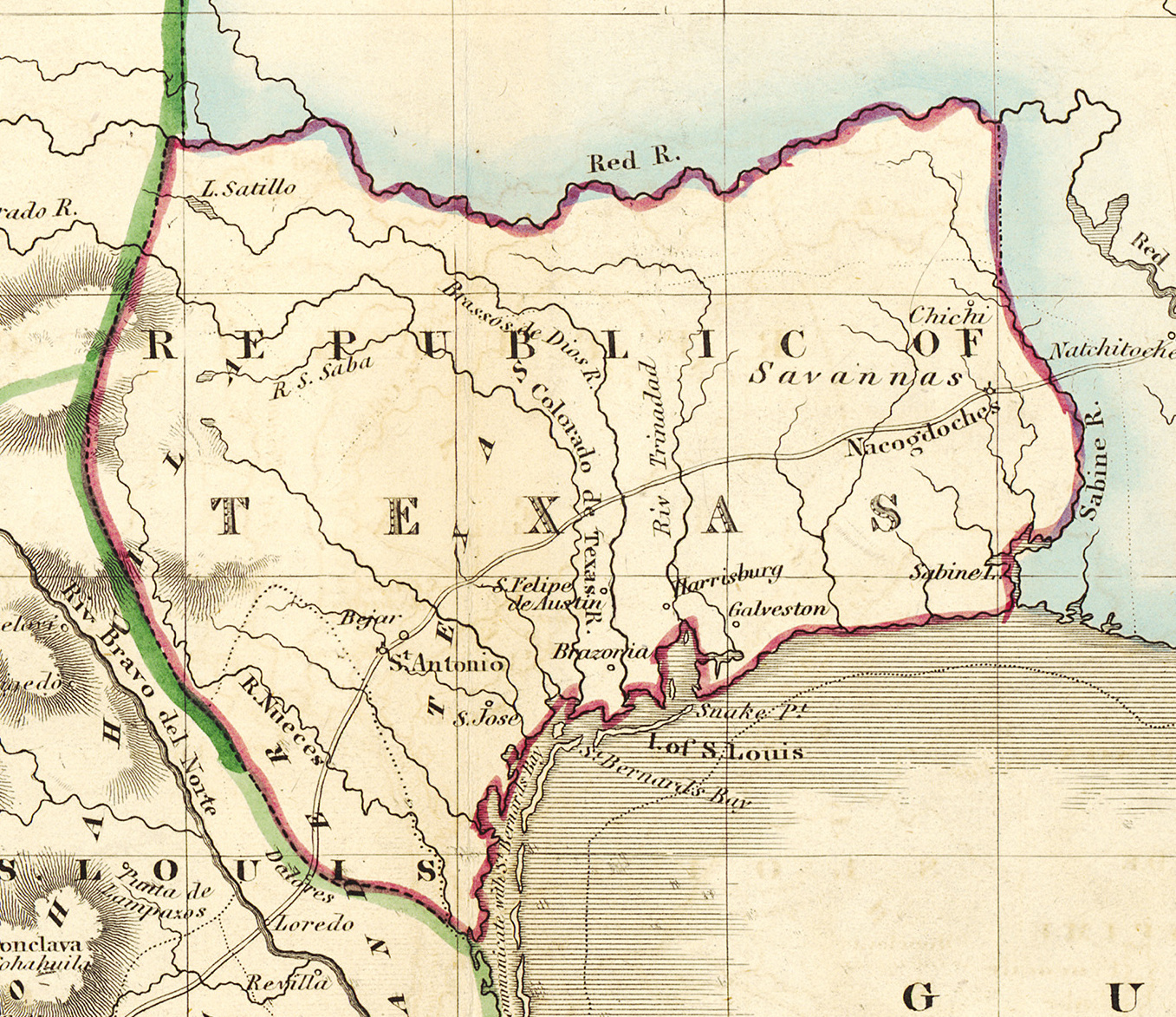
Karta över Texas, 1836

Texas förklarade sig självständigt från Mexiko den 2 mars 1836 och bildade då Republiken Texas.
Fyra dagar senare gick Mexiko in i Texas med militär makt. Ett 13 dagar långt slag om fortet Alamo (i nuvarande San Antonio) avslutades med att den mexikanske generalen Antonio López de Santa Anna och hans armé besegrade och dödade nästan alla de omkring 200 belägrade. "Remember the Alamo!" blev sedan slagordet för Texas frihetskämpar. 
Santa Annas armé mötte 21 april 1836 general Sam Houstons Texasarmé i San Jacinto. Houstons armé på 800 man besegrade Santa Annas 1 600 soldater som alla dödades eller tillfångatogs. Endast 9 man i Houstons armé dog under slaget som bara varade i 18 minuter. Fredsfördraget undertecknades i Velasco.

### Gränskonflikten med Mexiko
Gränsen i söder mot Mexiko var omtvistad även efter frihetskriget. Mexiko ansåg att Rio Nueces skulle utgöra gränsen, medan Texas såg Rio Grande som gräns. Denna konflikt löstes aldrig. När Texas blev en delstat i USA 1845 kom konflikten att leda till Mexikansk-amerikanska kriget mellan USA och Mexiko.

### Inträdet iUSA
29 december 1845 blev Texas en amerikansk delstat och republiken upphörde att existera efter 9 år, 7 månader och 3 dagar.

## Befolkning

### Befolkning 1837-1846
| År   | Typ av befolkningsdata                                      | Engelsktalande personer                            | Tysktalande personer | Förslavade personer av afrikansk börd | Spansktalande personer | Nordamerikansk ursprungsbefolkning |
| ---- | ----------------------------------------------------------- | -------------------------------------------------- | -------------------- | ------------------------------------- | ---------------------- | ---------------------------------- |
| 1836 | Uppskattning på grundval av ofullständiga historiska källor | 30,000                                             | 0                    | 5,000                                 | 3,500                  | 15,000                             |
| 1847 | Ofullständig folkräkning                                    | 80,000 (varav 300 fria personer av afrikansk börd) | 8,000                | 39,000                                | 14,000                 | ..                                 |

Källa:

### Folkräkningen 1850
| Vita personer | Fria svarta personer | Förslavade svarta personer | Källa |
| ------------- | -------------------- | -------------------------- | ----- |
| 154,000       | 400                  | 58,000                     | [ 2 ] |

## Statsskick

### 1836 års författning
Republiken Texas författning antogs 1836 och visade stark påverkan från Förenta Staternas författning och från författningarna i de sydstater som de amerikanska invandrarna till Texas kom ifrån:
- maktdelning mellan en lagstiftande, en verkställande och en dömande makt.
- allmän manlig rösträtt
- rättighetsförklaring
- medborgarskap för alla, utom för afrikaner, personer av afrikansk härstamning och indianer.
- legalisering av slaveriet.

Samtida demokratiska tendenser i USA återspeglades också:
- diskvalificering av präster och pastorer från politisk valbarhet.
- gäldfängelse avskaffades.
- monopol, förstfödslorätt och fideikommiss förbjöds.
- korta valperioder.

En del stadganden övertogs från spansk-mexikansk rätt:
- makars gemensamma egendomsrätt.
- skydd av enskild jordbruksfastighet mot exekutiva auktioner och fastighetsbeskattning samt förbud mot arvdelning till förfång för efterlevande maka.[3]

### Kongressen
Den lagstiftande makten utövades av republiken Texas kongress. Den bestod av två kamrar:
- senaten hade vicepresidenten som talman. De 14 senatorerna valdes på tre år, med omval av en tredjedel varje år.
- representanthuset valde sin talman. De 30 representanterna valdes på ett år.[4][5]

### Presidenten
Den verkställande makten utövades av republiken Texas president.
- Den förste presidenten skulle väljas för en period av två år.
- Efterföljande presidenter skulle väljas för en period om tre år.
- Presidenten kunde inte efterträda sig själv.

Samtidigt med presidenten skulle en vicepresident väljas. Han var senatens talman och utövade presidentämbetet vid presidentens avgång, frånvaro eller annan inkapacitet.

#### Presidenter och vicepresidenter
| Tillträdde       | Avträdde         | President                 | Vicepresident               | President- kandidater                     | Röster       | Vicepresident- kandidater    | Röster    |
| ---------------- | ---------------- | ------------------------- | --------------------------- | ----------------------------------------- | ------------ | ---------------------------- | --------- |
| 16 mars 1836     | 22 oktober 1836  | David G. Burnet (interim) | Lorenzo de Zavala (interim) |                                           |              |                              |           |
| 22 oktober 1836  | 10 december 1838 | Sam Houston               | Mirabeau B. Lamar           | Sam Houston Henry Smith Stephen F. Austin | 5119 743 587 | Mirabeau B. Lamar            |           |
| 10 december 1838 | 13 december 1841 | Mirabeau B. Lamar         | David G. Burnet             | Mirabeau B. Lamar Robert Wilson           | 6995 252     | David G. Burnet              |           |
| 13 december 1841 | 9 december 1844  | Sam Houston               | Edward Burleson             | Sam Houston David G. Burnet               | 7915 3619    | Edward Burleson Memucan Hunt | 6141 4336 |
| 9 december 1844  | 29 december 1845 | Anson Jones               | Kenneth L. Anderson         | Anson Jones Edward Burleson               | __ __        | Kenneth L. Anderson          |           |

### Domstolarna
Domstolsväsendet i Texas bestod av domstolar på fyra nivåer:
- högsta domstolen bestod av en ordförande och av alla distriktsdomarna. De valdes för en fyraårsperiod av kongressen.
- det fanns åtta distriktsdomstolar. Distriktsdomarna var också ledamöter av Högsta domstolen.
- det fanns en grevskapsdomstol i varje grevskap (county). Grevskapsdomaren valdes ursprungligen av kongressen för en fyraårsperiod. Från 1841 valde grevskapets medborgare domaren. Grevskapsdomstolen bestod av grevskapsdomaren och grevskapets fredsdomare.
- varje grevskap var indelat i ett antal distrikt (precinct). I varje distrikt valde medborgarna två fredsdomare för en tvåårsperiod.[8][9][10][11][12]

## Politik
Politiken i republiken Texas dominerades av motsättningen mellan två politiska falanger, annexionisterna och nationalisterna. De förra formerade sig kring Sam Houston, de senare kring Mirabeau B. Lamar.
| Fraktion        | Huvudidé                | Expansion                   | Relationer med indianerna | Geografisk förankring                  |
| --------------- | ----------------------- | --------------------------- | ------------------------- | -------------------------------------- |
| Annexionisterna | Anslutning till USA     | Inga territoriella anspråk  | Fredlig samexistens       | Bomulls- och slaveridistrikten i öster |
| Nationalisterna | Bevarad självständighet | Expansion till Stilla Havet | Etnisk rensning           | Nybyggardistrikten i väster            |

Källa:

## Ekonomi

### Penningväsende

#### Räknemynt
Räknemyntet i Republiken Texas var enligt lag den amerikanska dollarn. Republiken präglade aldrig några egna mynt. Istället användes till att börja med en rad olika valutor, inklusive spanska och mexikanska värdemynt, sedlar från olika amerikanska delstatsbanker samt sedelmynt under en dollar i värde, vilka utgavs som ersättning för växelmynt av privata handelsbolag och vissa städer i Texas. Några privata banker fanns inte i republiken. Genom den negativa handelsbalansen var det en ständig brist på värdemynt.

#### Star Money

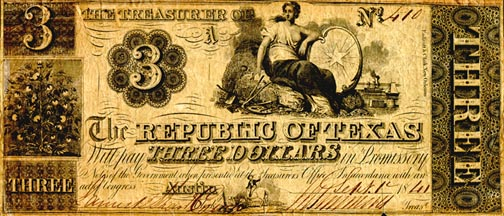
Tre dollar småvalörsedel 1838.

Hösten 1837 började republiken ge ut räntebärande orderskuldebrev. Dessa kom att fungera som sedlar, trots att de var ställda på den förste innehavaren och måste överlåtas till betalningsmottagaren vid varje transaktion (de hade därför blanka frånsidor). Dessa skuldebrev kallades Star Money och utgavs i valörerna $1, $2, $3, $5, $10, $20, $50, $100 och $500. Sammanlagt utgavs Star Money med det nominella värdet av 1,2 miljoner dollar. I handeln föll dess värde till mindre än 50 cent per dollar i början av 1839. 1838 utgav republiken också sedlar i små valörer vilka skulle fungera som skiljemynt.

#### Redbacks

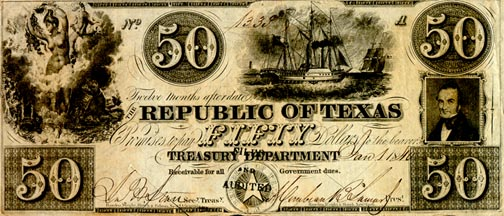
Femtio dollar redback 1839.

Star Money ersattes 1839-1840 med icke-räntebärande sedlar i valörerna $1, $2, $3, $5, $10, $20, $100 och $500. De kallades Redbacks därför att åtsidan hade en rödaktig färg. De utgavs till det nominella värdet av 2,8 miljoner dollar, men var redan vid första utgåvan deprecierade till 37½ cent per dollar. 1842 var redbacks i det närmaste värdelösa och republiken vägrade själv att ta emot dem vid skatteuppbörden. Sedlar från amerikanska delstatsbanker, småsedlar från företag och löpande skuldebrev kom att användas som pengar.

#### Skattkammarväxlar
Från 1842 ersattes Redbacks av skattkammarväxlar i valörerna 12½ cent, 25 cent, 50 cent,  $1,  $2,  $3, $5, $10, $20, $50 och $100. De var ställda antingen till en given person eller order, vilket betydde att även de måste endosseras vid varje betalning. Deras värde sjönk snart till 25 cent per dollar. De kom av allmänheten inte att användas för annat än skatteinbetalningar. Ekonomins uppgång och hoppet om en snar anneхation av USA gjorde att skattkammarväxlarnas värde gradvis steg, för att 1845 ha nått parikursen.

## Krigsmakt

### Armén

#### Stora militärutgifter
Texas armé hade ett utomordentligt stort inflytande över livet i republiken. De stora militärutgifterna var en av de främsta anledningarna till republikens konstant dåliga finanser. En stor andel av den manliga, vapenföra, engelskspråkiga befolkningen krävdes för att fylla arméns manskapsbehov. Den anglo-amerikanska befolkningen uppgick 1835 knappast till mer än 30 000 personer. Spansktalande, afrikaner och indianer kunde tillsammans räknas till 22 000 personer. De flesta av dem ansågs dock ha dubiösa lojaliteter mot republiken. Så sent som 1848 fanns det inte fler än 100 000 engelskspråkiga i Texas. Under revolutionen uppgick armén till en tiondel av den engelskspråkiga befolkningen och under varje år republiken fanns rekryterades tusentals frivilliga för att slåss mot indianer eller mexikaner. Även president Lamars måttligaste plan för en stående armé om 840 man utgjorde en värvad soldat för var femtionde civil. Republiken Texas armé bestod av fyra komponenter: den reguljära stående armén bestående av värvade soldater, en ineffektiv milis som i princip bestod av republikens alla vapenföra män, ett hemvärn i grevskapen vid indiangränsen och ett antal irreguljära gränsjägarkompanier, Texas Rangers.

#### Den reguljära armén
Den reguljära armén skulle enligt 1835 års armélag bestå av ett infanteri- och ett artilleriregemente. Senare tillkom en kavallerikår. När Sam Houston tillträdde som president ökades antalet infanteriregementen till fyra. Personalstyrkan skulle uppgå till 3 600 man, men nådde aldrig mer än 2 000. Deserteringar och myterier präglade den nya armén och president Houston hemförlovade mer än 75 % av soldaterna. Resterande 5-600 man behövdes som garnison i de viktigaste forten. Mirabeau B. Lamar, som blev president 1839, förde en aggressiv expansionistisk politik riktad både mot prärieindianerna och mot Mexiko. Därför behövde han också en starkare reguljär armé. Han avskedade alla som tillhörde Houstons armé och byggde upp en ny reguljär armé om ett regemente, Frontier Regiment. Det skulle bestå av 840 man i 15 kompanier stationerade vid indiangränsen. Kompanierna var antingen infanteri eller kavalleri. Soldaterna rekryterades både i Texas och i de amerikanska sydstaterna. Regementet uppnådde aldrig full organisationsstyrka, som mest hade det 560 man i tio kompanier, och disciplinen fortsatte att vara ett allvarligt problem. När kongressvalen 1840 ledde till att Houstons fraktion fick en övertygande majoritet anslogs inte längre några budgetmedel till den reguljära armén och Lamar var tvungen att lägga ned den för gott.

#### Milisorganisationen
Milisorganisationen etablerades formellt 1836 och omfattade i princip alla vapenföra män mellan 17 och 50 års ålder. En formell organisation med högre och lägre förband bildades också, men då kongressen aldrig gav några anslag till milisen förföll hela projektet och blev till en papperskonstruktion. Istället bemyndigade kongressen 20 grevskap vid indiangränsen att sätta upp frivilliga hemvärnskompanier (minutemen). Varje hemvärnsman fick utrusta sig själv med en god häst, betsel och sadel, ett gott skjutvapen och etthundra patroner. De ersattes endast för de dagar då de var i verklig tjänst och i praktiken förekom inga övningar eller mönstringar. Gränsjägarna i Texas Rangers patrullerade indiangränsen för att upptäcka fientliga indianer och larmade vid behov minutemen. Gränsjägarna var ett spaningsförband medan den verkliga stridsstyrkan var hemvärnet. Den verkliga armén under större delen av republiken Texas tid och den enda effektiva styrkan var därför minutemen.
- Se även: Militära grader i Republiken Teхas

### Flottan

#### Första flottan
I republikens gryning fanns ingen flotta och kaparbrev utfärdades till privata handelsfartyg. Man beslöt inköpa fyra skonare för att skydda handelsvägarna mellan Texas och New Orleans. Dessa levererades 1836 och Texas första flotta hade grundats. I mitten på 1837 hade alla fyra fartygen förlorats. Liberty måste säljas i New Orleans därför att republiken inte kunde betala varvskostnaderna för dess reparation. Independence togs efter fyra timmars strid med två mexikanska fartyg utanför Galveston. Invincible förlorades också i strid utanför Galveston och Brutus sjönk i en storm. Mellan 1837 och 1839 hade Texas därför ingen flotta. Den franska flottan hade tagit den mexikanska utanför Veracruz och Mexiko kunde därför inte utnyttja detta tillfälle.

#### Andra flottan
Texas andra flotta bildades 1839 när ett ångfartyg köptes och omdöptes till Zavala. Sex segelfartyg byggdes också på ett varv i Baltimore: skonarna San Jacinto, San Antonio och San Bernard, briggarna Wharton och Archer samt korvetten Austin. På sommaren 1840 stödde Texas flotta på order av president Lamar ett uppror i Yucatan. I slutet på året upphörde dock kongressens anslag och inget nytt gavs. Större delen av flottan avrustades därför. Ett år senare ingicks ett avtal med Yucatán som lovade att finansiera Texas flotta. När Houston blev president ville han lägga ned flottan, men den engagerades för Yucatans räkning i strid mot mexikanska flottstyrkor 1843. Houston förklarade officiellt flottchefen för pirat och fick av kongressen bemyndigande att sälja flottan. Det misslyckades, men sjöexpeditionen 1843 var dess sista operation.

#### Marininfanteriet
Texas bägge flottor hade också till sitt förfogande ett marininfanteri vilken delade flottornas öden. När den första flottan lades ner, så lades också marininfanteriet ned. När den andra flottan tillkom nybildades åter ett marininfanteri.

### Militära operationer
När Lamar blev president påbörjade han en aggressiv expansionspolitik. Cherokeserna, som misstänktes för att samarbeta med den mexikanska regeringen, anfölls och drevs tillbaka till de marker de tilldelats i Indianterritoriet. Fälttågen mot comancherna nådde inte sådana tydliga resultat, men tvingade indianerna att dra sig längre västerut och norrut. Lamar önskade också få eftergifter från Mexiko och stödde därför inhemska uppror mot centralregeringen. Han sände också en truppstyrka mot Santa Fe, men när de utmattade trupperna ankom till staden gav de sig till de mexikanska myndigheterna. När Houston återvaldes som president 1841 hade större delen av den stående armén redan lagts ned (se ovan) av hans partivänner i kongressen. Mexiko krävde dock upprättelse för expeditionen mot Santa Fe och en mexikansk truppstyrka besatte under en kortare tid San Antonio 1842. Kongressen förklarade krig, men president Houston lade in sitt veto. Senare samma år tog en större mexikansk styrka återigen San Antonio, men tvingades dra sig tillbaka på grund av angrepp från hemvärnet. Houston beordrade en frivillig styrka att demonstrera vid Rio Grande. Omkring 300 man trotsade Houstons order och gick över gränsfloden för att på eget bevåg attackera Mexiko, men tvingades snart att kapitulera inför överlägsna mexikanska styrkor.

## Kända personer från eller med anknytning till Republiken Texas

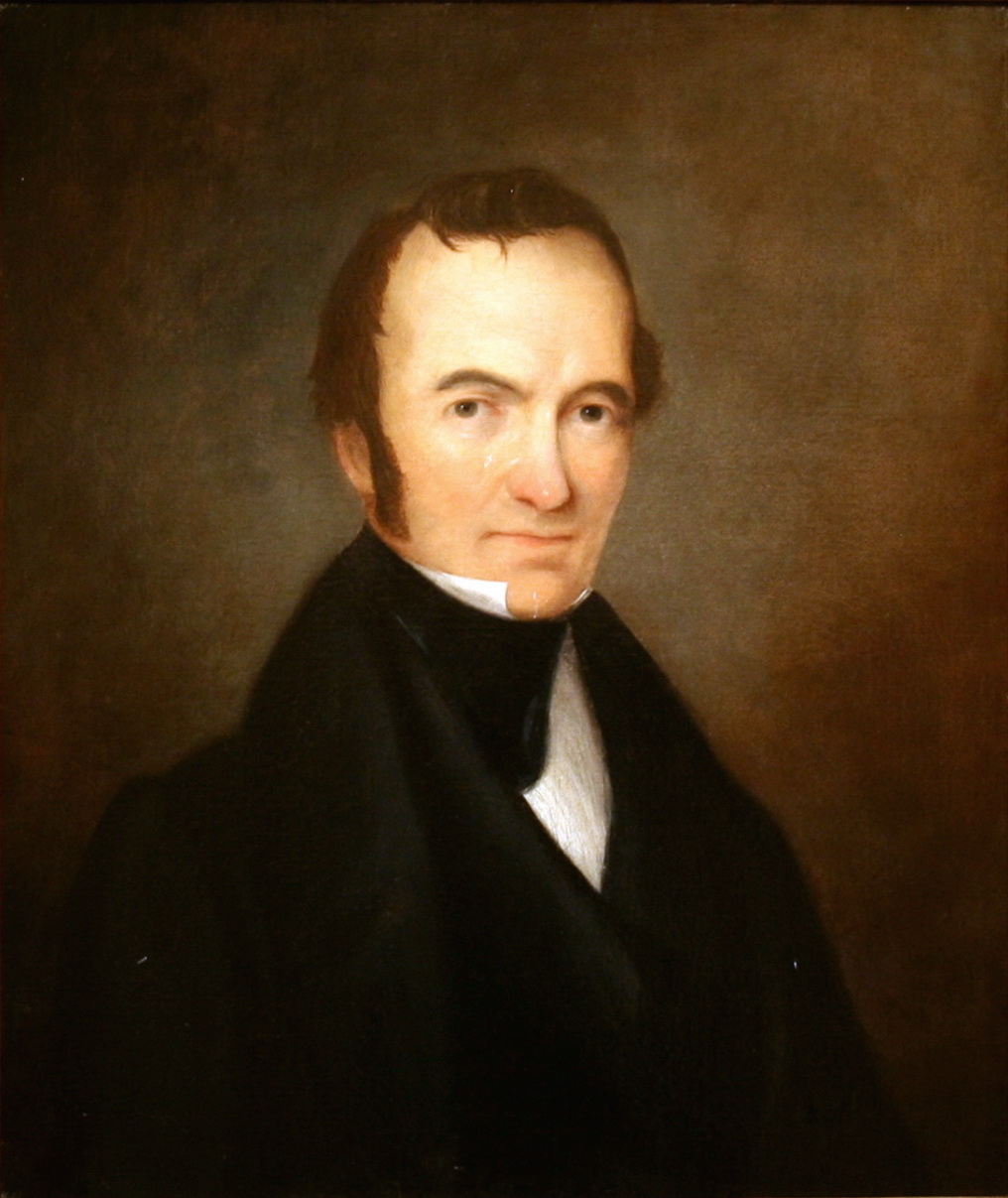
Stephen F. Austin, känd som "Texas fader".

- Stephen F. Austin
- David G. Burnet
- Jim Bowie
- Edward Burleson
- Davy Crockett
- Lorenzo de Zavala
- Sam Houston
- Albert Sidney Johnston
- Mirabeau B. Lamar
- José Antonio Navarro
- James C. Neill
- Juan Seguin
- William Travis
- Isaac Van Zandt
- Edwin Waller
- William H. Wharton